# Bouzouki
De bouzouki (Grieks: το μπουζούκι; mv. τα μπουζούκια, bouzoukia) is een Grieks snaarinstrument, een dubbelkorige langhals-luit.

## Geschiedenis
Met de bouzouki werd in de achterbuurten van Athene rebetika gespeeld in kroegen (tekes, 'opiumkit') waar drugs verkocht werden. Sommigen menen dat het instrument geëvolueerd is vanuit de Turkse "buzuk Bağlama" De benaming heeft wortels in het Perzisch "tambur-e bozorg" oftewel 'grote tambura', waarbij de klank -rg in het Turks herleid is tot -k. De geschiedenis van het instrument zelf is te herleiden tot de "Pandoura", een instrument uit de Griekse Oudheid. De evolutie kadert in het gegeven dat belangrijke delen van de rijke Byzantijnse muziektraditie en benamingen overgenomen en aangepast zijn door de Ottomanen die het Byzantijnse Rijk veroverden. Benamingen zijn tamboura, tambourida, trichordon, tambouras, thamboura, tambourin, psaltirion en bouzouki. Het instrument is afgebeeld op miniaturen en wandschilderingen uit de Byzantijnse periode, van instrumenten. De musicoloog Fivos Anogianakis heeft een uitgebreide studie gewijd aan de geschiedenis van dit instrument.
In de loop van de 19e eeuw is de bouzouki minder populair geworden in de Griekse volksmuziek, en zelfs haast verdwenen, maar in duistere kroegen en bij sommige Griekse muzikanten in Klein-Azië leefde het instrument voort. Tegen het einde van de 19e eeuw is het langzaam maar zeker terug ten tonele verschenen dankzij de gestage opkomst van de rebetika. 
Vanaf 1900 en tot de jaren veertig had de bouzouki drie dubbelkorige snaren (trichordo), gestemd D,A,D, en dit instrument wordt tot op vandaag de dag bespeeld. Er is zelfs sprake van een echte revival. Eminem gebruikte het bouzouki-nummer Land of Milk and Honey als sample voor zijn hit Lucifer.

## Instrument
De viersnarige (tetrachordo) bouzouki is tegenwoordig populairder. Deze wordt gestemd in C, F, A, D, een hele noot lager dan de hoogste vier snaren van een gitaar), waarbij de dubbelkorige snaren van de C en de F in octaven gestemd staan.
De bouzouki wordt met een plectrum als melodie-instrument bespeeld. De kwaliteit van de bouzouki wordt vaak afgemeten aan het aantal duigjes waaruit de bolle klankkast is opgebouwd: hoe meer beter is de gedachte. Toch zegt dit weinig over de klank, een bouzouki met weinig duigjes (in het Grieks 'doejes') kan veel beter klinken. Het heeft alles te maken met de gebruikte houtsoorten enerzijds – vooral de kwaliteit van het bovenblad ('elato' ofwel spar) is zeer belangrijk – en met de subtiliteit van de bouwwijze anderzijds. De binnenzijde van een (goedkopere) bouzouki is vaak beplakt met een soort glimmend bonbonpapier. De betere zijn niet beplakt, of met een soort sterke matting afgeplakt om te voorkomen dat bij een ongelukje de kast splijt. De voorkant is vaak met een zwart-witte versiering uitgevoerd, de duurdere types zijn echter ingelegd met parelmoer of met contrasterende houtsoorten (bijvoorbeeld esdoorn in palissander).
Tegenwoordig geldt de bouzouki als het Griekse muziekinstrument bij uitstek. Voor de Tweede Wereldoorlog stond het instrument in een twijfelachtig daglicht – het werd bespeeld door mensen die leefden aan de zelfkant van de maatschappij. Na de omarming van de bouzouki door beroemde componisten als Mikis Theodorakis en Manos Hadzidakis, die het een plaats gaven in hun 'hogere' liedkunst, is het instrument echter langzaamaan heel populair geworden. In Nederland is de bouzouki vooral geliefd bij liefhebbers van de 'rebetika' enerzijds, en bij de liefhebbers van z.g. 'toeristenmuziek' anderzijds.
De kleinere zusjes van de bouzouki worden tzouras en baglamas genoemd. De laatste benaming komt overeen met een veel groter lid van de Turkse sazfamilie. Net als de bouzouki is ook de Bulgaarse tambura een verwant uit de Byzantijnse Pandoura.
In een aangepaste vorm (Ierse bouzouki) wordt het instrument veel bespeeld in de Ierse volksmuziek, doordat Ierse muzikanten in de jaren zestig de Griekse bouzouki uit Griekenland hadden meegenomen. De bouw van de bouzouki is toen ook door Ierse bouwers overgenomen, echter met de traditionele eigenschappen van de cister (de bouwwijze daarvan ging dus als uitgangspunt dienen). Kenmerkende verschillen: een stevige platte hals met aanpassingspin, een platte druppelvormige kast, en veel zwaardere snaren die bij de baskoren niet zijn geoctaveerd.

## Bekende spelers van de bouzouki
Bekende Griekse spelers zijn: Anestis Delias, Angelo Avramakis, Manolis Chiotis, Dimitris Gogos, Giannis Papaioannou, Spyros Peristeris, Giannis Tatasopoulos, Babis Tsertos, Vasilis Tsitsanis, Markos Vamvakaris, Nikos Vrachnas, Giorgos Zambetas en Vangelis Trigas.